# Chungsen Leung
Pour les articles homonymes, voir Leung.
Chungsen (C. S.) Leung, (chinois : 梁中心) (né le 14 juillet 1950) est un homme d'affaires et un homme politique canadien, membre du Parti conservateur du Canada,, député de la circonscription électorale fédérale de Willowdale du 2 mai 2011 au 19 octobre 2015, où il fut battu par Ali Ehsassi, libéral.

## Biographie

### Éducation
Il a reçu son Baccalauréat ès Arts en Économie et en Commerce de l'Université Carleton de Ottawa et sa Maîtrise en Sciences (Génie et Gestion) de l'Université de la Californie du Sud (USC).

### Carrière professionnelle
Leung est un homme d'affaires et entrepreneur expérimenté. Il a travaillé dans la gestion de l'atténuation des effets des catastrophes, dans le transport en commun urbain, dans la construction de maisons éconergétiques, dans la purification de l'air et de l'eau, dans la vente au détail d'équipement sportif et dans l'élevage des cerfs rouges. Chungsen possède également une expérience d'entreprise dans le secteur du tourisme et de l'hospitalité.
Il a été propriétaire et PDG de quatre entreprises petites et moyennes de Richmond Hill, ainsi qu'ancien Directeur et Président de Vérification du Groupe Xenos, une entreprise publique cotée à la Bourse de Toronto dans le développement de logiciels et l'ingénierie, et Directeur avec Active Growth Capital,..
Son expérience en affaires internationales a été acquise, entre autres, grâce à sa qualité de membre de 
plusieurs missions commerciales fédérales et provinciales comme: le jumelage des Villes-Sœurs Toronto et Chongqing, la première mission de l'Équipe Richmond Hill en Asie-Pacifique, le jumelage des Villes-Sœurs Richmond Hill et Shijiazhuang, membre du Conseil Consultatif de Ontario Export Inc., ainsi que leader de l'équipe de soutien de la candidature de Toronto pour accueillir la Convention Mondiale des Entrepreneurs Chinois en 1997.

### Engagement communautaire
En tant que participant actif dans la communauté,, Leung a été: Président Fondateur de l'Association des Entrepreneurs Chinois de Richmond Hill et Markham, Directeur de Cabinet de la Fondation pour la Conservation du Grand Toronto, membre de Richmond Hill Naturalists, Directeur de la Chambre de Commerce de Richmond Hill et d'autres nombreuses associations d'affaires ou commerciales bilatérales.
Leung est membre du Groupe de Joueurs de Cornemuse de la Légion Royale Canadienne, succursale de North York.
En 2003, Leung et sa femme, Deborah Chute, ont reçu cinq prix «vert» nationaux pour la construction de leur maison éconergétique à Richmond Hill. Ces prix ont été accordés par: Enerquality Corporation, pour une maison super R-2000, la Société Canadienne d'Hypothèques et de Logement (SCHL/CMHC), pour une maison saine, l'Association Canadienne des Constructeurs d'Habitations (ACCH/CHBA), pour les meilleures pratiques environnementales, Enbridge pour la garantie d'une faible consommation de gaz, et Enerwork pour être l'un des premiers à utiliser le chauffage par énergie solaire.

### Carrière politique
Leung a été élu à la Chambre en 2011, et a servi en tant que Secrétaire Parlementaire pour le Multiculturalisme depuis le 5 mai 2011. Leung fut également le Vice-Président de l'Association Législative Canada-Chine et du Groupe Interparlementaire Canada-Japon.
Au cours de la 41e Législature Leung fut membre des Comités Permanents pour la Citoyenneté et  l'Immigration (CIMM), pour les Langues Officielles (LANG), et pour la Bibliothèque du Parlement (BILI),[19] ainsi que membre du Sous-Comité pour l'Ordre du Jour et la Procédure du Comité Permanent de la Citoyenneté et l'Immigration (SCIM). Leung a été membre du Comité Législatif pour le projet de loi C-11, modifiant la Loi sur les Droits d'Auteur (CC11).

### Résultats électoraux
|       | Candidat                | Parti        | # de voix | % des voix |
|       | Chungsen Leung          | Conservateur | +22 207,  | 41,7 %     |
|       | (x) Martha Hall Findlay | Libéral      | +21 275,  | 39,95 %    |
|       | Mehdi Mollahasani       | NPD          | +09 777,  | 18,36 %    |
| Total | Total                   | Total        | 53 259    | 100 %      |

|       | Candidat                | Parti        | # de voix | % des voix |
|       | Jake Karns              | Conservateur | +15 931,  | 32,46 %    |
|       | (x) Martha Hall Findlay | Libéral      | +23 889,  | 48,67 %    |
|       | Susan Wallace (en)      | NPD          | +05 011,  | 10,21 %    |
|       | Lou Carcasole           | Vert         | +03 130,  | 6,38 %     |
|       | Bahman Roudgarnia       | Progressiste | +00864,   | 1,76 %     |
|       | Barnadette Michael      | Indépendant  | +00260,   | 0,53 %     |
| Total | Total                   | Total        | 49 085    | 100 %      |